# 警察功績章

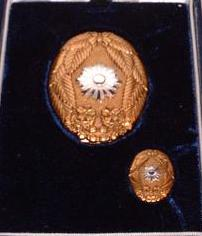
警察功績章

警察功績章（けいさつこうせきしょう）は、特に顕著な功労があると認められる警察職員に対して警察庁長官または警察庁幹部から授与される記章。警察勲功章、警察功労章に次ぐ第3位の警察表彰である。

## 概要
国家公安委員会規則の警察表彰規則に「警察功績章は、警察職員として特に顕著な功労があると認められる者に対して授与する」と規定されている。
警察勲功章、警察功労章と同じく警察庁長官表彰のひとつでもあるが、警察功績章においては皇宮警察本部長、管区警察局長、東京都警察情報通信部長、北海道警察情報通信部長、警視総監、道府県警察本部長、方面本部長から授与される表彰でもある。警視庁などでは、功績ある警察官が退職するに際して授与するとされている。
警察功績章は受章者本人に限り終身着用することができ、本人が死亡した場合、遺族はこれを保存することができる。
また、受章者が拘禁刑以上の刑に処せられ、または懲戒免職の処分を受けたときは、これを返納させ、警察職員にふさわしくない非行のあった場合には、着用は停止され、またはこれを返納させることとされている。

## 警察表彰の種類
1. 警察勲功章
2. 警察功労章
3. 警察功績章
4. 賞詞
5. 賞状
6. 賞誉
7. 警察協力章
8. 感謝状